# Dori (plaats)
Dori is een stad in Burkina Faso en is de hoofdplaats van de provincie Séno.
Dori telde in 2006 bij de volkstelling 20.244 inwoners.
De stad ligt in de Sahel aan de route nationale 3.

## Bevolking
De grootste bevolkingsgroep zijn de Fulbe. Verder zijn er ook Rimaebé, Bella en Toeareg. De bevolking is in overgrote meerderheid islamitisch.
De aanwezige christenen zijn afkomstig uit andere delen van het land en werken vaak voor de overheid. In 1961 werd een rooms-katholieke parochie opgericht in de stad en in 2004 werd de stad de zetel van het bisdom Dori.

## Geschiedenis
Dori was de hoofdstad van het Fulbe-koninkrijk Liptako. De Franse expeditie van Parfait-Louis Monteil deed de stad aan in 1891.

## Geboren in Dori
- Aminata Diallo Glez (1972), actrice en filmmaakster